# オーギュスト・ブルノンヴィル

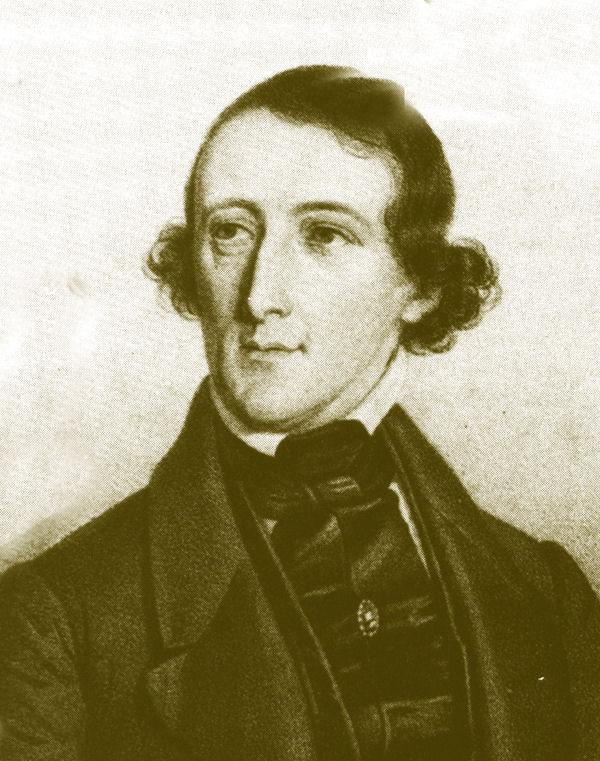
オーギュスト・ブルノンヴィル、1841年

オーギュスト･ブルノンヴィル（August Bournonville、1805年8月21日 - 1879年11月30日）は、デンマークのバレエマスター、振付家。『ブルノンヴィル・メソッド』として知られる独特のバレエ・メソッドを創始した。

## プロフィール
オーギュストはアントワーヌ・ブルノンヴィル（アントワーヌもバレエダンサーおよび振付家であり、当時著名であったフランスの振付家、ジャン＝ジョルジュ・ノヴェールに師事した）の息子として、コペンハーゲンに生まれた。
オーギュストは、イタリア出身の振付家、ヴィンツェンツォ・ガレオッティにデンマーク王立バレエ学校でバレエを学び、パリにおいてはオーギュスト・ヴェストリスに師事した。
1826年にパリ･オペラ座のダンサーとして採用され、1830年に故国デンマークへ戻って、その後長きにわたってデンマーク王立バレエ団のバレエマスター・振付家の地位にあった。その間、彼は50作を越えるバレエ作品を創造した。
1877年、健康の衰えとともに王立バレエ団を去り、1879年、コペンハーゲンで死去した。
1830年6月23日にヘレーネ・ホカンソン（Helena Fredrika Håkansson）と結婚して7人の子供を儲けたが、2人いた息子は、両方とも幼少のうちに死去した。
ブルノンヴィルのバレエ作品がデンマーク国外で広く知られるようになるのは、第二次世界大戦後の1950年代からデンマーク王立バレエ団が海外公演でブルノンヴィルの作品を上演してからである。
ブルノンヴィルの作品でよく知られているものに『ラ・シルフィード』（1836年）、『ナポリ』（1842年）、『コンセルヴァトワール』（1849年）などがある。

## 主な振付作品
- 『Acclaim to the Graces』（1829年）
- 『ファウスト』（1832年）
- 『ヴァルデマール』（1835年）
- 『ラ・シルフィード』（1836年）
- 『トレアドール』（1840年）
- 『ナポリ』（1842年）
- 『コンセルヴァトワール』（1849年）[2]
- 『ブリュージュの大市』（1851年）
- 『民話』（1854年）
- 『ゼンツァーノの花祭り』（1858年）[3]